# New-York-City-Marathon 1993
Der New-York-City-Marathon 1993 war die 24. Ausgabe der jährlich stattfindenden Laufveranstaltung in New York City, Vereinigte Staaten. Der Marathon fand am 14. November 1993 statt.
Bei den Männern gewann Andrés Espinosa in 2:10:04 h und bei den Frauen Uta Pippig in 2:26:24 h.

## Ergebnisse

### Männer
| Platz | Athlet            | Land                   | Zeit (h) |
| ----- | ----------------- | ---------------------- | -------- |
| 01    | Andrés Espinosa   | Mexiko                 | 2:10:04  |
| 02    | Robert Kempainen  | Vereinigte Staaten     | 2:11:03  |
| 03    | Arturo Barrios    | Mexiko                 | 2:12:21  |
| 04    | Joaquim Pinheiro  | Portugal               | 2:12:40  |
| 05    | Keith Brantly     | Vereinigte Staaten     | 2:12:49  |
| 06    | Inocencio Miranda | Mexiko                 | 2:12:52  |
| 07    | Paul Evans        | Vereinigtes Königreich | 2:13:36  |
| 08    | Sammy Lelei       | Kenia                  | 2:13:56  |
| 09    | Gajdus Grzegorz   | Polen                  | 2:15:34  |
| 10    | Tanui Moses       | Kenia                  | 2:15:36  |

### Frauen
| Platz | Athletin              | Land        | Zeit (h) |
| ----- | --------------------- | ----------- | -------- |
| 01    | Uta Pippig            | Deutschland | 2:26:24  |
| 02    | Olga Appell           | Mexiko      | 2:28:56  |
| 03    | Nadia Prasad          | Frankreich  | 2:30:16  |
| 04    | Márcia Narloch        | Brasilien   | 2:32:23  |
| 05    | Alena Peterková       | Tschechien  | 2:33:43  |
| 06    | Emma Scaunich         | Italien     | 2:35:02  |
| 07    | Ramilja Boerangoelova | Russland    | 2:36:13  |
| 08    | Nadezhda Ilyina       | Russland    | 2:37:58  |
| 09    | Crystal Rogiers       | Belgien     | 2:38:41  |
| 10    | Lybov Klochko         | Ukraine     | 2:41:44  |